# Second Round’s on Me
Second Round’s on Me (с англ. — «Всем напитки за мой счёт!») — второй студийный альбом американского рэпера Оби Трайса, выпущенный в 15 августа 2006 году на лейбле Shady Records.

## Об альбоме
Изначально альбом планировалось выпустить в начале лета 2006 года, но в канун нового года на Оби было совершено покушение а в апреле был убит его друг Proof. Однако не удалось избежать утечки некоторого материала в Сеть и было принято решение в спешном порядке выпускать альбом в конце лета.
Second Round’s on Me имел низкие продажи и не достиг золотого статуса. За первую неделю было продано всего свыше 70 тыс. экземпляров. Первый сингл из альбома — «Snitch» (рус. «стукач»), в записи которого принял участие Akon, вышел 23 мая 2006 года. Клип снятый на него был запрещён каналом MTV, поскольку песня несла в себе посыл «stop snitchin’» (рус. «не доноси»), который по сути является антиобщественным. Другой влиятельный канал, BET, также не стал транслировать клип из-за того, что к нему был причастен к находившийся в конфликте с каналом Eminem.

## Список композиций
| №                   | Название                                                    | Автор(ы)                                                            | Продюсер(ы)                         | Длительность |
| ------------------- | ----------------------------------------------------------- | ------------------------------------------------------------------- | ----------------------------------- | ------------ |
| 1.                  | «Intro»                                                     |                                                                     |                                     | 0:37         |
| 2.                  | «Wake Up»                                                   | О. Трайс, М. Мэтерс, Л. Ресто, С. Кинг                              | Eminem, Луис Ресто (доп.)           | 2:51         |
| 3.                  | «Violent»                                                   | Трайс, Мэтерс, Ресто, Кинг                                          | Eminem, Луис Ресто (доп.)           | 4:04         |
| 4.                  | «Wanna Know»                                                | Трайс, В. Джонс, Д. Уэббер, Э. Хейни                                | Emile                               | 4:03         |
| 5.                  | «Lay Down»                                                  | Трайс, Мэтерс, Ресто                                                | Eminem, Луис Ресто (доп.)           | 2:54         |
| 6.                  | «Snitch» (при участии Akon)                                 | Трайс, А. Тиам                                                      | Akon                                | 4:01         |
| 7.                  | «Cry Now»                                                   | Трайс, Д. Мур, Б. Джонсон, Д. Скотт, Д. Роуби, С. Луис, Д. Кэмпбелл | Witt & Pep                          | 3:59         |
| 8.                  | «Ballad of Obie Trice»                                      | Трайс, Мэтерс, Ресто, Кинг                                          | Eminem                              | 2:54         |
| 9.                  | «Jamaican Girl» (при участии Brick & Lace)                  | Трайс, Мэтерс, М. Стрейндж                                          | Eminem                              | 3:38         |
| 10.                 | «Kill Me a Mutha»                                           | Трайс, Мэтерс, Ресто                                                | Eminem, Луис Ресто (доп.)           | 3:21         |
| 11.                 | «Out of State»                                              | Трайс, Д. Кули, М. Гэй, Хендерсон, Боаннон, Мэтерс, Ресто           | Swinga, Eminem (доп.)               | 2:30         |
| 12.                 | «All of My Life» (при участии Nate Dogg)                    | Трайс, С. Смит, Н. Хэйл, Мэтерс                                     | Trell, Eminem (доп.)                | 4:15         |
| 13.                 | «Ghetto» (при участии Trey Songz)                           | Трайс, Д. Ротем, Т. Неверсон, Л. Хэзелвуд,                          | Джонатан Ротем                      | 4:20         |
| 14.                 | «There They Go» (при участии Big Herk, Eminem, Trick-Trick) | Трайс, А. Деннард, К. Мэтис, Мэтерс, Ресто, Кинг                    | Eminem, Луис Ресто (доп.)           | 3:49         |
| 15.                 | «Mama» (при участии Trey Songz)                             | Трайс, Ротем, Неверсон, Р. Джеймс                                   | Джонатан Ротем                      | 4:09         |
| 16.                 | «24’s»                                                      | Трайс, Ротем                                                        | Джонатан Ротем                      | 3:18         |
| 17.                 | «Everywhere I Go» (при участии 50 Cent)                     | Трайс, Мэтерс, Ресто, К. Джексон                                    | Eminem, Луис Ресто (доп.)           | 3:41         |
| 18.                 | «Obie Story»                                                | Трайс, Ротем                                                        | Джонатан Ротем, Риггз Моралес (со.) | 3:55         |
| Общая длительность: | Общая длительность:                                         | Общая длительность:                                                 | Общая длительность:                 | 62:25        |

| №                   | Название                         | Продюсер(ы)         | Длительность |
| ------------------- | -------------------------------- | ------------------- | ------------ |
| 19.                 | «Terrible»                       | Mr. Lee             | 3:55         |
| 20.                 | «Luv» (при участии Ягуара Райта) | 9th Wonder          | 3:54         |
| Общая длительность: | Общая длительность:              | Общая длительность: | 70:14        |

- Примечание: со. — сопродюсер, доп. — дополнительный продюсер.